# Euproctis parva
Euproctis parva är en fjärilsart som beskrevs av Collenette 1939. Euproctis parva ingår i släktet Euproctis och familjen tofsspinnare. Inga underarter finns listade i Catalogue of Life.